# جي. ويليام ريتشاردز
جي. ويليام ريتشاردز (بالإنجليزية: G. William Richards)‏ هو قسيس أمريكي، ولد في 25 ديسمبر 1918، وتوفي في 30 نوفمبر 2005.

## وصلات خارجية
- جي. ويليام ريتشاردز على موقع ميوزك برينز (الإنجليزية)